# Faldaprevir
Faldaprevir là một loại thuốc thử nghiệm để điều trị viêm gan C (HCV). Nó đã được phát triển bởi Boehringer-Ingelheim và đạt được các thử nghiệm lâm sàng giai đoạn III vào năm 2011. Boehringer tuyên bố vào năm 2014 rằng họ sẽ không theo đuổi việc phê duyệt thuốc nữa vì các phương pháp điều trị HCV tốt hơn đã có sẵn.

## Cơ chế tác động
Faldaprevir là một chất ức chế protease virus viêm gan C.

## Nghiên cứu
Faldaprevir đã được thử nghiệm trong các chế độ phối hợp với pegylated interferon và ribavirin, và trong các chế độ không có interferon với các thuốc chống vi rút tác dụng trực tiếp khác bao gồm deleobuvir.
Dữ liệu từ nghiên cứu SOUND-C2, được trình bày tại Hội nghị gan AASLD 2012, cho thấy rằng sự kết hợp ba loại faldaprevir, deleobuvir và ribavirin hoạt động tốt ở bệnh nhân HCV genotype 1b. Hiệu quả giảm xuống dưới 50%, tuy nhiên, đối với chế độ điều trị kép không có ribavirin và cho bệnh nhân genotype 1a.